# Plan Rapackiego

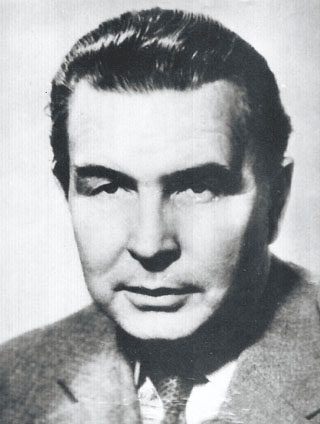
Adam Rapacki – minister spraw zagranicznych PRL w latach 1956-1968 w rządach Józefa Cyrankiewicza

Plan Rapackiego – projekt dotyczący stopniowego rozbrojenia konwencjonalnego i utworzenia strefy bezatomowej zaproponowany w 1957 roku przez ówczesnego ministra spraw zagranicznych Polskiej Rzeczypospolitej Ludowej Adama Rapackiego.

## Tło
Instytucjonalizacja i rozwój dwubiegunowego podziału Europy po II wojnie światowej stwarzały zagrożenie dla bezpieczeństwa międzynarodowego. Od połowy lat 50. pojawiały się kolejne koncepcje na rzecz podjęcia kroków rozbrojeniowych oraz ustanowienia mechanizmów budowy zaufania pomiędzy NATO a Układem Warszawskim. Na fali odwilży popaździernikowej tego rodzaju idea pojawiła się również w dyplomacji PRL-owskiej – przyjęła postać planu Rapackiego. Jedną z przyczyn jego powstania były też tendencje remilitaryzacyjne w Niemczech Zachodnich, w tym ich przystąpienie do NATO (5 maja 1955), układ sojuszniczy z USA (27 grudnia 1955) oraz wypowiedź kanclerza Adenauera dotycząca wyposażenia Bundeswehry w broń jądrową.

## Historia i założenia planu
W czasie spotkania z Władysławem Gomułką Adam Rapacki został obarczony opracowaniem strategii, dzięki której rosyjskie rakiety atomowe zostałyby wycofane z Polski. Opracowany przez Rapackiego plan dzięki któremu to osiągnięto (strefa bezatomowa) najpierw przedstawiono Rosjanom jako ideę wymierzoną w zachodnich imperialistów. Po akceptacji Moskwy, propozycja utworzenia strefy bezatomowej w Europie Środkowej została przedstawiona przez Adama Rapackiego w dniu 2 października 1957 na XII sesji Zgromadzenia Ogólnego Organizacji Narodów Zjednoczonych. Następnie propozycja ta przybrała formę memorandum rządowego z 14 lutego 1958.
Propozycją objęte miały być terytoria następujących państw:
- Polska Rzeczpospolita Ludowa;
- Czechosłowacja;
- Niemcy Wschodnie;
- Niemcy Zachodnie.

Proponowana strefa miałaby zatem obszar 796 tysięcy km², z czego 249 tys. km² przypadałoby na obszar NATO, a 547 tys. km² na obszar Układu Warszawskiego. Ludność na tym terytorium obejmowałaby ok. 115 mln mieszkańców. Państwa strefy miałyby zobowiązać się do nieprodukowania, nieutrzymywania, niesprowadzania i nie wyrażania zgody na rozmieszczenie na swych terytoriach broni jądrowej oraz urządzeń do jej obsługi i przenoszenia. Zakazane byłoby również użycie tego rodzaju broni przeciw państwom strefy.
Postanowienia planu objąć miałyby także cztery mocarstwa:
- Francję;
- Wielką Brytanię;
- Związek Radziecki;
- Stany Zjednoczone.

Państwa te miałyby się zobowiązać do nieutrzymywania broni jądrowej w uzbrojeniu swoich wojsk stacjonujących na obszarze państw strefy, nieutrzymywania i nieinstalowania na obszarze państw strefy żadnego sprzętu ani urządzeń przeznaczonych do jej obsługi, w tym wyrzutni rakietowych. Propozycja zakładała również utworzenie systemu kontroli międzynarodowej i inspekcji naziemnej i powietrznej.
Za realizacją planu opowiedziały się Czechosłowacja, NRD i ZSRR. Propozycja wzbudziła również zainteresowanie wśród wielu zachodnioeuropejskich partii politycznych o profilu socjalistycznym i socjaldemokratycznym. Spotkała się jednak ze sprzeciwem RFN, USA i Wielkiej Brytanii, które dostrzegły, że plan uderzałby w równowagę sił – NATO równoważyło bowiem wówczas przewagę konwencjonalną ZSRR swoim potencjałem jądrowym. Skrytykował go m.in. sekretarz generalny NATO Paul-Henri Spaak, który powiedział, że plan jest pełen hipokryzji. Wskazywano, że z punktu widzenia strategicznego jego przyjęcie byłoby dla Zachodu wysoce niekorzystne – armia sowiecka pozostałaby wówczas w środku Europy nienarażona na atak nuklearny, zaś zachodnie siły nuklearne pozostawałyby w odległości ok. 1000 km od terytorium ZSRR. Wskazywano także na faktyczny brak realnych gwarancji postanowień planu.
Strona polska postanowiła nie lekceważyć w pełni postulatów państw NATO, w związku z czym dokonano dwukrotnej modyfikacji planu. 4 listopada 1958 na konferencji prasowej w Warszawie Adam Rapacki zaproponował dwuetapowy proces realizacji planu. Pierwsza faza miałaby objąć zakaz produkcji broni jądrowej na terenie państw strefy oraz zakaz wyposażania ich armii w tego rodzaju uzbrojenie i urządzenia do jego obsługi. Drugą fazę stanowić miałyby rokowania dotyczące rozbrojenia konwencjonalnego. Zapowiedziano również wdrożenie stosownych mechanizmów kontroli dla realizacji obu etapów propozycji. 28 marca 1962 podczas forum Komitetu Rozbrojeniowego Osiemnastu Państw w Genewie przedstawiono ostateczną wersję planu – zawierała ona kolejny element w postaci propozycji poszerzenia strefy o inne państwa europejskie, które wyraziłyby wolę przystąpienia do niej. W wersji tej sprecyzowano zadania, które miały być zrealizowane w dwóch etapach. W etapie I na terytorium strefy obowiązywać miał zakaz przygotowywania produkcji, sprowadzania broni jądrowej i środków jej przenoszenia oraz zakaz zakładania nowych baz służących do jej magazynowania. W etapie II nastąpić miała redukcja sił zbrojnych państw będących w strefie i likwidacja wszystkich środków przenoszenia broni jądrowej będących w ich dyspozycji. Mocarstwa atomowe, które posiadały na terenie strefy swoje bazy i środki jądrowe, zobowiązane były do ich zlikwidowania. Państwa te miały też udzielić gwarancji państwom strefy, że w razie konfliktu zbrojnego nie użyją broni jądrowej na ich obszarze.

## Echa planu
Ówczesna strategia obronna Zachodu z góry skazywała przyjęcie planu na porażkę – zakładała ona bowiem właśnie wykorzystanie broni jądrowej celem odstraszania przeciwnika od podjęcia ataku. W warunkach przewagi sił konwencjonalnych ZSRR przyjęcie tych propozycji byłoby zatem niekorzystne dla równowagi w Europie. Plan Rapackiego wywarł jednak wpływ na działania podejmowane w czasie zimnej wojny w celu podniesienia poziomu bezpieczeństwa międzynarodowego – przyczynił się bowiem do rozwoju myśli teoretycznej w zakresie denuklearyzacji. Przyjęta w nim koncepcja strefy bezatomowej przybrała z czasem wymiar uniwersalny. Plan Rapackiego uważany jest za najbardziej znaną inicjatywę rozbrojeniową polskiej dyplomacji.